# Kreisgericht Wanzleben (Preußen)
Das Kreisgericht Wanzleben war von 1849 bis 1879 ein preußisches Kreisgericht mit Sitz in Wanzleben. 

## Geschichte
Die „Verordnung über die Aufhebung der Privatgerichtsbarkeit und des eximierten Gerichtsstandes sowie über die anderweitige Organisation der Gerichte“ vom 2. Januar 1849 hob die Patrimonialgerichtsbarkeit auf. Gleichzeitig wurde das Appellationsgericht Magdeburg geschaffen, dem Kreisgerichte, darunter das Kreisgericht Wanzleben zugeordnet waren. Sein Sprengel umfasste den größten Teil des Landkreises Wanzleben und Teile der Landkreise Neuhaldensleben und Wolmirstedt mit den Städten Egeln, Hötensleben, Seehausen im Magdeburgischen und Hadmersleben. Der Sprengel umfasste 68.179 Gerichtseingesessene. Schwurgerichtsangelegenheiten wurden beim Stadt- und Kreisgericht Magdeburg behandelt. Gerichtskommissionen wurden in Egeln, Hötensleben und Seehausen im Magdeburgischen eingerichtet. Gerichtstage wurden in Hadmersleben gehalten.
Mit den Reichsjustizgesetzen wurden die Gerichte im Deutschen Reich vereinheitlicht. Das Kreisgericht Wanzleben wurde 1879 aufgehoben. Neu eingerichtet wurde nun das Amtsgericht Wanzleben im Bezirk des Landgerichtes Magdeburg.

## Gerichtskommission Egeln
Der Sprengel der Gerichtskommission Egeln umfasste die Orte Egeln mit Altemark, Bleckendorf, Altenweddingen, Bahrendorf, Etgersleben, Hadmersleben, Stadt, Dorf und Kloster, Hakeborn, Schwaneberg, Stemmern, Tarthun, Unseburg, Westeregeln und Wolmirsleben.
Die Gerichtskommission Egeln wurde 1879 aufgehoben und das Amtsgericht Egeln gebildet.

## Gerichtskommission Hötensleben
Der Sprengel der Gerichtskommission Hötensleben umfasste die Orte Hötensleben, Altona, Ausleben, Badeleben, Barneberg, Ohrsleben, Sommersdorf, Sommerschenburg, Uepplingen, Völpke und Wackersleben.
Die Gerichtskommission Hötensleben wurde 1879 aufgehoben und das Amtsgericht Hötensleben gebildet.

## Gerichtskommission Seehausen im Magdeburgischen
Der Sprengel der Gerichtskommission Seehausen im Magdeburgischen umfasste die Orte Seehausen im Magdeburgischen, Altbrandsleben, Druxberge, Drackenstedt, Eggenstedt, Eilsleben, Göringsdorf, Ovelgünne, Siegersleben, Ummendorf und Wormsdorf.
Die Gerichtskommission Seehausen im Magdeburgischen wurde 1879 aufgehoben und das Amtsgericht Seehausen gebildet.